# Dhule
Dhule är en stad i delstaten Maharashtra i västra Indien. Den är administrativ huvudort för distriktet Dhule och beräknades ha cirka 400 000 invånare 2018. 